# Ian Stewart (baron Stewartby)
Pour les articles homonymes, voir Ian Stewart et Stewart.
Bernard Harold Ian Halley Stewart, baron Stewartby, (10 août 1935-3 mars 2018) est un homme politique du Parti conservateur et un numismate britannique. Il est député de Hitchin de février 1974 à 1983 et de North Hertfordshire de 1983 à 1992. Il siège à la Chambre des lords de 1992 à 2015. 

## Biographie
Stewart est le fils de Harold Charles Stewart et de Dorothy Irene Lowen, et est nommé d'après son grand-père, Bernard Halley Stewart. Il fait ses études au Haileybury College et au Jesus College de Cambridge, où il obtient un diplôme de première classe dans les Classical Tripos; il est nommé membre honoraire du collège en 1994. 
Stewart se présente à Hammersmith Nord en 1970 et est battu par le travailliste Frank Tomney. Il est député de Hitchin de février 1974 à 1983 et de North Hertfordshire de 1983 jusqu'à 1992. Il est ministre subalterne des marchés publics de la défense, secrétaire économique du Trésor et ministre des forces armées. 
Après avoir quitté la Chambre des communes, il est créé pair à vie avec le titre de baron Stewartby, de Portmoak dans le district de Perth et Kinross le 20 juillet 1992. Il siège à la Chambre des lords jusqu'à sa retraite le 12 novembre 2015. 
L'intérêt de Stewartby pour les pièces écossaises commence lorsqu'il est écolier. Notant l'absence d'un livre complet sur le sujet plus récent que l'œuvre d'Edward Burns en 1887 Coinage of Scotland, il est encouragé à écrire le sien. Le résultat, The Scottish Coinage, est publié par Spink and Son en 1955. La préface, datée de décembre 1953, indique qu'il est écrit du Haileybury College, Hertford, qu'il fréquente de 1949 à 1954, en tant que membre d'Allenby House. 
En juillet 2007, la collection de pièces antiques écossaises de Stewartby datant du XIIe siècle et d'une valeur estimée à 500 000 £ est volée chez lui près de Peebles . Les pièces n'ont pas encore été récupérées et en novembre 2008, une récompense de 50 000 £ est offerte pour leur retour. 
En 1971, Stewartby reçoit la médaille d'or Sanford Saltus de la British Numismatic Society en reconnaissance de ses contributions à la numismatique britannique. Il reçoit la médaille de la Royal Numismatic Society en 1996 . 
Le 30 mars 1970, Stewartby est élu membre de la Society of Antiquaries of London (FSA). En 1981, il est élu Fellow de la British Academy (FBA) dans la section Archéologie. En 1986, il est élu membre de la Royal Society of Edinburgh (FRSE) . 
Dans les honneurs de l'anniversaire de la reine 1991, il est nommé chevalier «pour service politique». Le 26 novembre, il reçoit la distinction de la reine Élisabeth II au palais de Buckingham. 